# Sestrica Vela (Ist)
Sestrice 2 je nenaseljeni otočić u hrvatskom dijelu Jadranskog mora.
Njegova površina iznosi 0,013 km². Dužina obalne crte iznosi 0,43 km.